# Notářská praxe
Notářská praxe je období praktické přípravy na výkon činnosti notáře. Notářskou praxí se rozumí praxe notáře, notářského kandidáta a notářského koncipienta a dále praxe státního notáře a notářského čekatele podle dřívějších právních předpisů.

## Jiná praxe považovaná za notářskou praxi
Do notářské praxe se v plném rozsahu započítává rovněž právní praxe některých dalších právnických profesí (např. soudce, justičního čekatele, asistenta soudce, státního zástupce, advokáta, advokátního koncipienta, soudního exekutora, exekutorského kandidáta, exekutorského koncipienta, asistenta Veřejného ochránce práv apod.). Dříve mohl tuto praxi započítat ministr spravedlnosti na návrh Notářské komory České republiky, od 13. října 2005 do 30. června 2009 se tato praxe započítávala automaticky a v současné době ji svým rozhodnutím započítává Notářská komora České republiky.
Z jiné právní praxe může (ale nemusí) ministr spravedlnosti na návrh Notářské komory České republiky započítat nejvýše dva roky. Od 13. října 2005 do 30. června 2009 započítávala tuto praxi Notářské komory České republiky, na započítání však nebyl právní nárok.

## Požadavek vykonání notářské praxe
K notářské zkoušce se může přihlásit každý, kdo v době podání přihlášky splňuje podmínky pro zápis do seznamu notářských koncipientů a vykonal alespoň tříletou notářskou praxi.
Do konkursu na obsazení notářského úřadu se může přihlásit každý, kdo v době podání přihlášky vykonal alespoň pětiletou notářskou praxi, složil notářskou zkoušku a splnil i další stanovené podmínky.